# Theo Koenen
Theo Koenen (11 novembre 1890 – 8 settembre 1964) è stato un calciatore tedesco, di ruolo difensore.